# Lohne (Fritzlar)
Lohne ist ein Stadtteil der Domstadt Fritzlar im nordhessischen Schwalm-Eder-Kreis. Noch heute ist Lohne fast ausschließlich rein landwirtschaftlich geprägt. Im Volksmund nennt man die drei benachbarten Orte Dorla, Werkel und Lohne „Hessenlandes Krone“. Die fruchtbaren, tiefgründigen Böden der Fritzlarer Börde zählen zu den ertragsreichsten zwischen Eder und Ems in der niederhessischen Senke.

## Geschichte

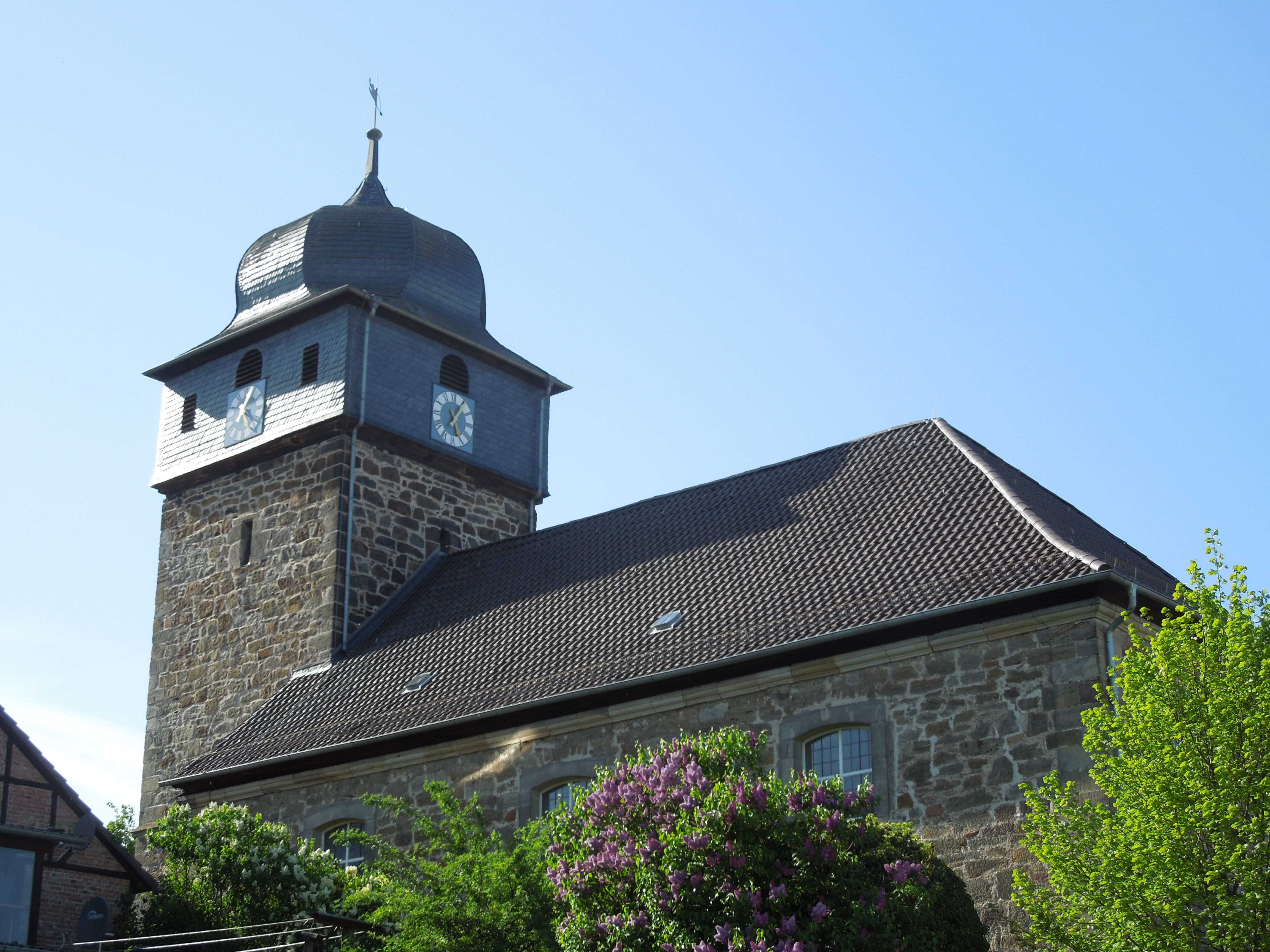
Die Dorfkirche in Lohne

Die älteste bekannte schriftliche Erwähnung von Lohne erfolgte unter dem Namen Loha im Codex Eberhardi und wird in die Zeit 813–817 datiert.
Um 1300 gehörte Lohne zur Landgrafschaft Hessen. 1312 verpfändete Landgraf Otto  I. die zum „castrum“ (Amt) Gudensberg gehörenden Dörfer Lohne, Gleichen und Heimarshausen, als Entschädigungen für zu leistende Kriegsdienste, den Waldecker Grafen; das Pfand wurde 1365 wieder eingelöst. Ab 1403 gehörte der Ort wieder zum hessischen Amt Gudensberg. Im Mainzisch-Hessischen Krieg von 1427 zwischen dem Erzbistum Mainz und der Landgrafschaft Hessen plünderten mainzische Truppen unter Gottfried von Leiningen den Ort.
Die Niedere Gerichtsbarkeit wurde bis 1536 als hessisches Lehen durch das Adelsgeschlecht der Herren von Elben ausgeübt; nach deren Aussterben zogen die Landgrafen das Lehen ein und übten die Niedere- und Peinliche Gerichtsbarkeit selbst aus.
Vom Dreißigjährigen Krieg blieb Lohne nicht verschont. 1631 plünderten Tillys Truppen das Dorf. 1640 brannte fast das gesamte Dorf mitsamt der Schule nieder, nur 11 Häuser blieben verschont.
Zum 31. Dezember 1971 wurde die bis dahin selbständige Gemeinde Lohne im Zuge der Gebietsreform in Hessen auf freiwilliger Basis in die Stadt Fritzlar eingemeindet. Für Lohne wurde, wie für die übrigen Stadtteile, ein Ortsbezirk mit Ortsbeirat und Ortsvorsteher nach der Hessischen Gemeindeordnung eingerichtet.

## Bevölkerung
Einwohnerstruktur 2011
Nach den Erhebungen des Zensus 2011 lebten am Stichtag, dem 9. Mai 2011, in Lohne 660 Einwohner. Darunter waren 9 (1,4 %) Ausländer. Nach dem Lebensalter waren 105 Einwohner unter 18 Jahren, 282 zwischen 18 und 49, 135 zwischen 50 und 64 und 135 Einwohner waren 65 und älter. Die Einwohner lebten in 282 Haushalten. Davon waren 72 Singlehaushalte, 90 Paare ohne Kinder und 90 Paare mit Kindern, sowie 21 Alleinerziehende und 6 Wohngemeinschaften. In 60 Haushalten lebten ausschließlich Senioren und in 180 Haushaltungen lebten keine Senioren.
Einwohnerentwicklung
Quelle: Historisches Ortslexikon
- 1575: 64 Hausgesesse
- 1639: 23 verheiratete, 10 verwitwete Hausgesesse
- 1682: 63 Hausgesesse
- 1735: 70 Mannschaften
- 1742/47: 80 Häuser bzw. Hausgesesse

| Lohne: Einwohnerzahlen von 1834 bis 2020 | Lohne: Einwohnerzahlen von 1834 bis 2020 | Lohne: Einwohnerzahlen von 1834 bis 2020 | Lohne: Einwohnerzahlen von 1834 bis 2020 | Lohne: Einwohnerzahlen von 1834 bis 2020 |
| --- | ---------------------------------------- | ---------------------------------------- | ---------------------------------------- | ---------------------------------------- |
| Jahr |                                          |                                          |                                          | Einwohner                                |
| 1834 | 1834                                     |                                          | 702                                      | 702                                      |
| 1840 | 1840                                     |                                          | 767                                      | 767                                      |
| 1846 | 1846                                     |                                          | 811                                      | 811                                      |
| 1852 | 1852                                     |                                          | 763                                      | 763                                      |
| 1858 | 1858                                     |                                          | 755                                      | 755                                      |
| 1864 | 1864                                     |                                          | 803                                      | 803                                      |
| 1871 | 1871                                     |                                          | 737                                      | 737                                      |
| 1875 | 1875                                     |                                          | 731                                      | 731                                      |
| 1885 | 1885                                     |                                          | 779                                      | 779                                      |
| 1895 | 1895                                     |                                          | 698                                      | 698                                      |
| 1905 | 1905                                     |                                          | 689                                      | 689                                      |
| 1910 | 1910                                     |                                          | 718                                      | 718                                      |
| 1925 | 1925                                     |                                          | 664                                      | 664                                      |
| 1939 | 1939                                     |                                          | 654                                      | 654                                      |
| 1946 | 1946                                     |                                          | 1.050                                    | 1.050                                    |
| 1950 | 1950                                     |                                          | 1.030                                    | 1.030                                    |
| 1956 | 1956                                     |                                          | 811                                      | 811                                      |
| 1961 | 1961                                     |                                          | 750                                      | 750                                      |
| 1967 | 1967                                     |                                          | 687                                      | 687                                      |
| 1980 | 1980                                     |                                          | ?                                        | ?                                        |
| 1990 | 1990                                     |                                          | ?                                        | ?                                        |
| 2000 | 2000                                     |                                          | ?                                        | ?                                        |
| 2011 | 2011                                     |                                          | 660                                      | 660                                      |
| 2015 | 2015                                     |                                          | 633                                      | 633                                      |
| 2020 | 2020                                     |                                          | 640                                      | 640                                      |
| Datenquelle: Historisches Gemeindeverzeichnis für Hessen: Die Bevölkerung der Gemeinden 1834 bis 1967. Wiesbaden: Hessisches Statistisches Landesamt, 1968. Weitere Quellen: LAGIS; Stadt Fritzlar; Zensus 2011 |                                          |                                          |                                          |                                          |

Historische Religionszugehörigkeit
Quelle: Historisches Ortslexikon
- 1861: 747 evangelisch-reformierte, ein evangelisch-lutherischer, 26 jüdische Einwohner
- 1885: 759 evangelische (= 97,43 %), zwei katholische (= 0,26 %) 18 jüdische (= 2,13 %) Einwohner
- 1961: 646 evangelische (= 86,13 %), 99 katholische (= 13,20 %) Einwohner

Historische Erwerbstätigkeit
- 1961: Erwerbspersonen: 193 Land- und Forstwirtschaft, 130 Produzierendes Gewerbe, 26 Handel und Verkehr, 41 Dienstleistungen und Sonstiges[1]

## Politik
Der Ortsbeirat besteht aus sieben Mitgliedern. Bei der Kommunalwahl 2021 betrug die Wahlbeteiligung zur Wahl des Ortsbeirats 66,35 %. Dabei wurden drei Mitglieder der SPD und vier Mitglieder der „Wählergemeinschaft Lohne“ gewählt. Der Ortsbeirat wählte Margot Sauer zur Ortsvorsteherin.

## Kirche
Von der im romanischen Baustil errichteten Kirche ist der mittelalterliche Turm, der in früherer Zeit als Wehrturm genutzt wurde, erhalten geblieben. Das Kirchenschiff in der heutigen Form wurde 1793 bis 1794 erbaut. Der Kirchturm erhielt im 17. Jahrhundert eine zwiebelförmige Turmhaube. Das Sakramentshäuschen im Kircheninneren stammt aus der Zeit vor der Reformation.

## Steinkammergrab und Hasenberg

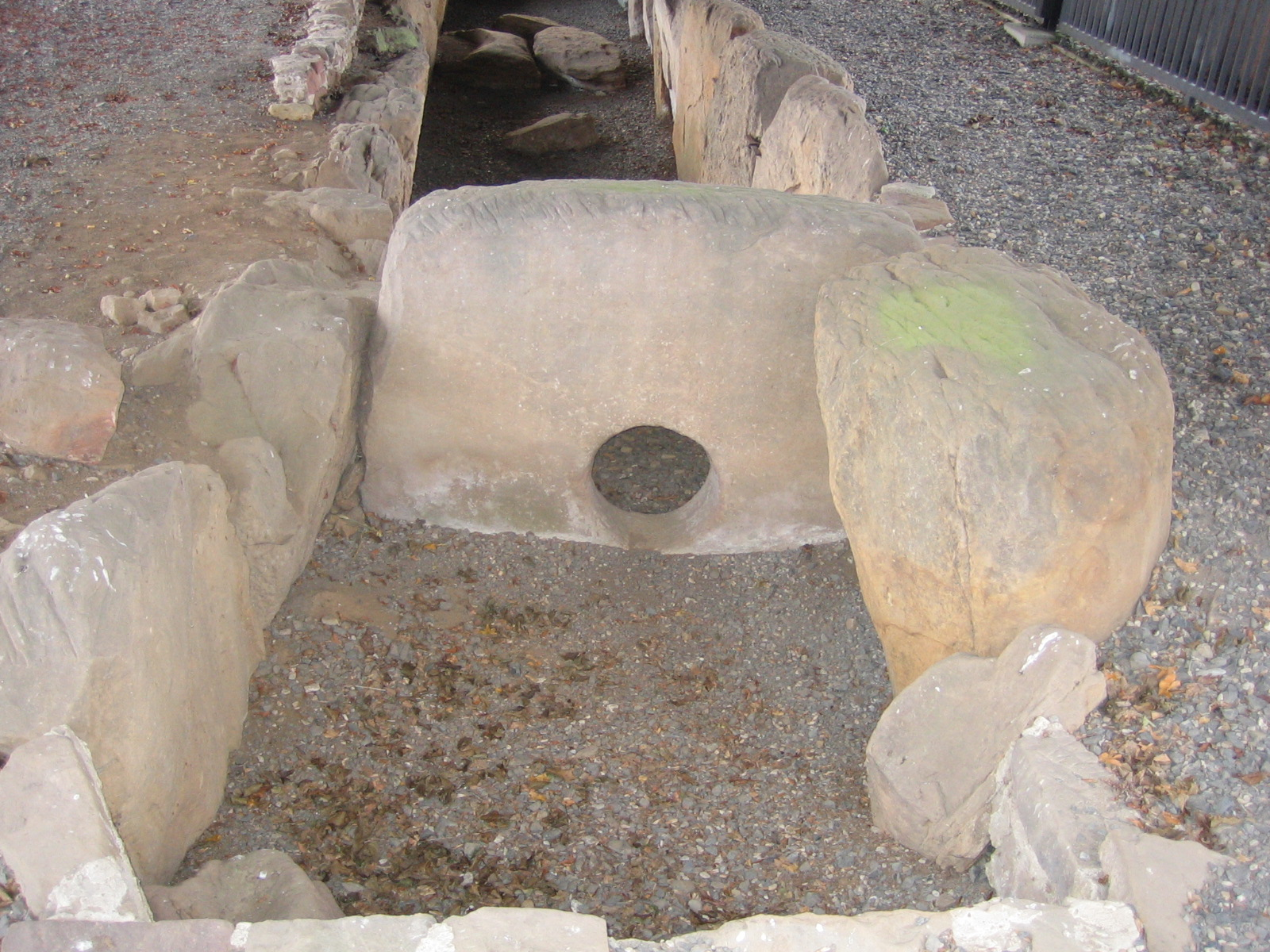
Lochstein und Vorkammer des Steinkammergrabes von Züschen

Das zwischen Züschen und Lohne liegende Steinkammergrab von Züschen gibt Aufschluss über die jahrtausendealte Siedlungsgeschichte in dieser Region. Es handelt sich um eines der bedeutendsten vorgeschichtlichen Bodendenkmäler in Mitteleuropa und stammt aus dem 4. bis 3. Jahrtausend v. Chr. Das Galeriegrab ist zwar nach dem benachbarten Ort Züschen benannt, liegt aber in der Gemarkung von Lohne. Die Benennung erfolgte wohl, weil das Grab auf dem Feld eines Müllers aus Züschen entdeckt wurde und der Inspektor und der Besitzer der Züschener Garvensburg die archäologische Untersuchung in die Wege leiteten.
Etwa 700 m südwestlich des Dorfs liegt der 304 m ü. NHN hohe Hasenberg, eine bewaldete Basaltkuppe, auf der sich eine spätsteinzeitliche Höhensiedlung der Wartberg-Kultur befand. Dort wurden insbesondere Pfeilspitzen aus der Zeit der späten Wartberg-Kultur (3000–2700 v. Chr.) gefunden, die heute im Regionalmuseum Fritzlar ausgestellt sind. Das Steinkammergrab diente wahrscheinlich der Siedlung auf dem Hasenberg als Bestattungsstätte ihrer Verstorbenen.